# راهزن (فیلم ۱۹۴۶)
راهزن (ایتالیایی: Il Bandito) فیلمی ایتالیایی به کارگردانی آلبرتو لاتوادا است که در سال ۱۹۴۶ منتشر شد. از بازیگران آن می‌توان به آنا مانیانی، ماریا تدسکی و آمدئو ناتزاری اشاره کرد.